# 切爾利亞尼
49°44′59″N 23°39′57″E / 49.74972°N 23.66583°E
切爾利亞尼（烏克蘭語：Черляни），是烏克蘭的村落，隸屬利沃夫州利維夫區，始建於1641年，面積0.88平方公里，海拔高度274米，2001年人口568，人口密度每平方公里644.72人。